# 아레나 루블린

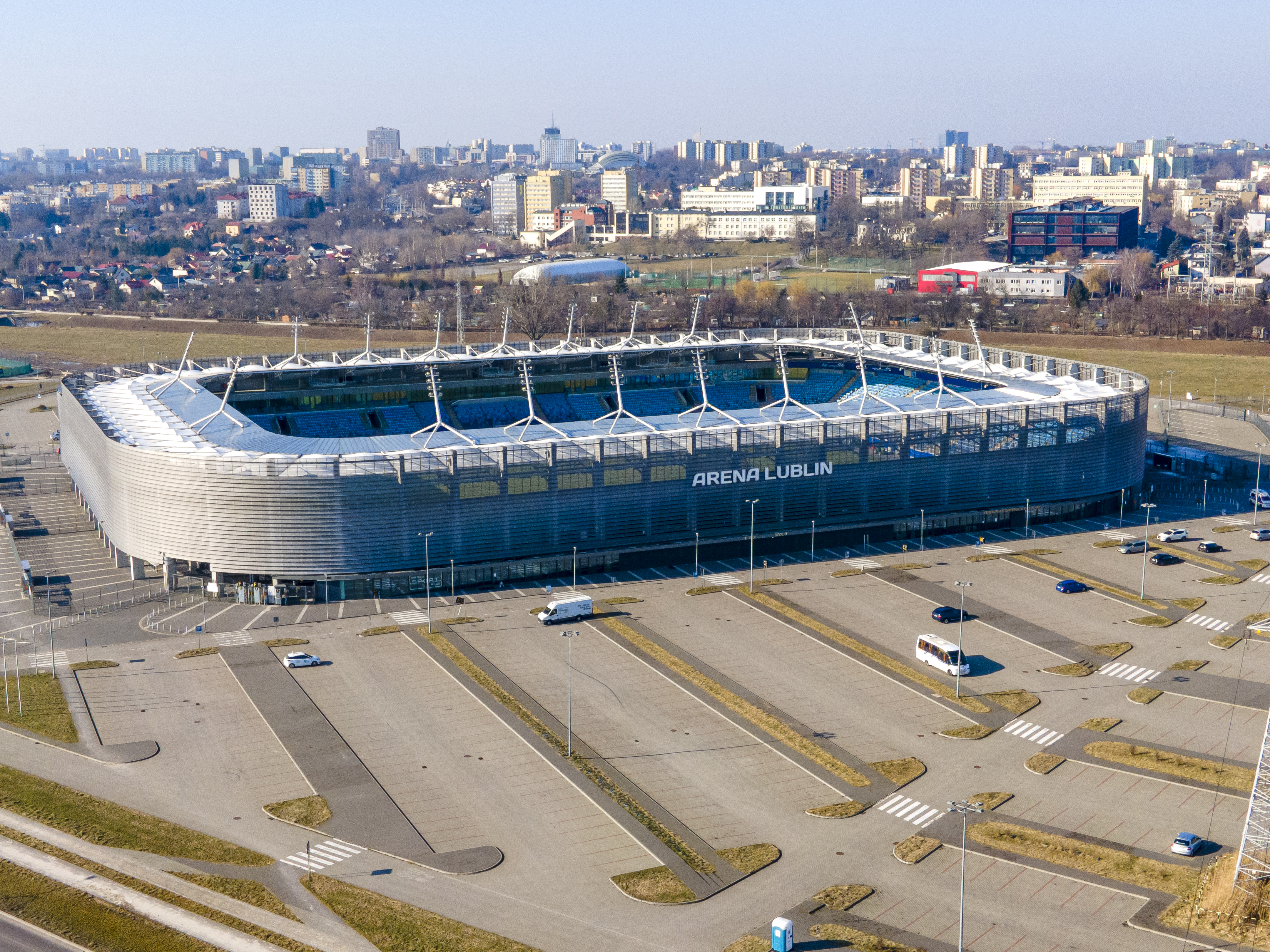
아레나 루블린

아레나 루블린(폴란드어: Arena Lublin)은 폴란드 루블린의 축구 경기장이다. 축구 클럽 모토르 루블린의 홈구장으로 사용하고 있으며, 수용 인원은 15,243명이다.